# Костюк Юрій Юрійович (диригент)
Юрій Юрійович Костю́к (справжнє прізвище до 1944 року — Костьо; нар. 3 березня 1912, Сірма — пом. 12 липня 1998, Пряшів) — український педагог, диригент, скрипаль, фольклорист-етномузикознавець, композитор, музикознавець; заслужений учитель з 1964 року; доктор філософії з 1969 року.

## Біографія
Народився 3 березня 1912 року в селі Сірмі (тепер село Дротинці Берегівського району Закарпатської області, Україна) в сім'ї безземельного сільськогосподарського робітника. Відвідував угорськомовну початкову школу в рідному селі, після закінчення якої впродовж 1924—1927 років навчався у Севлюській горожанській школі, де здобув основи музики. В 1927 році поступив у Мукачівську учительську семінарію з російською мовою навчання. З 1931 року з дипломом учителя початкових шкіл розпочав свою педагогічну практику в Росвигові, потім — у Кайданові, і згодом в Старому Давидкові. В кожному з цих сіл він заснував шкільні хори, драматичні гуртки та розвинув широку позашкільну самодіяльність. Одночасно до 1935 року заочно навчався в Мукачівській гімназії. Здобувши атестат гімназії у тому ж році його був зарахований на третій курс Празької консерваторії та записався на перший курс відділення музичних наук філософського факультету Карлового університету у Празі. Одночасно з навчанням у 1936—1938 роках керував українським хором у Празі.
Восени 1938 року успішно закінчив навчання у Празькій консерваторії та Карловому університеті і з двома дипломами в руках повернувся на Закарпатську Україну. З січня 1939 року викладав музику і спів в Учительській семінарії в Севлюші. Після Віденського арбітражу евакуйованій з Мукачева та Ужгорода. Після окупації Карпатської України угорськими військами в березні 1939 року став учителем Севлюської горожанської школи, а в 1941 році призначений професором музики та співу в Ужгородській учительській семінарії, підпорядкованій новій угорській владі.
У січні 1944 року був мобілізований і згодом відправлено на фронт. Вночі 27 квітня того ж року в селі Раківчику біля Коломиї перейшов на бік Радянської армії. Демобілізований у 1945 році. Протягом 1945—1948 років викладав музику в Празькій учительській семінарії. В Празі також записався заочником музичного відділу філософського факультету Карлового університету, в якому 1947 року здобув дальшу музичну кваліфікацію — склав державні іспити гри на клавірі. З 1948 року керував хорами та музичними ансамблями у Пряшеві. У 1953 році заснував і впродовж 1953–1955 років очолював український ансамбль пісні і танцю в Меджилабірцях у Словаччині, впродовж 1956–1958 років очолював Піддуклянський український народний ансамбль в Пряшеві, одночасно у 1958–1977 роках працював в Університеті імені Павла Шафарика: з 1966 року — завідувач кафедри музичного виховання на педагогічному факультеті.
Помер у Пряшеві 12 липня 1998 року. Похований в Пряшеві, поруч з батьками і сином. На могилі мармурова дошка з однослівним написом українською мовою: «КОСТЮКИ».

## Творчість
Записував український музичний фольклор на Закарпатті, Галичині, народні пісні українців Польщі, Румунії, Пряшівчини, Югославії. Видав:
- «Народні пісні підкарпатських русинів» (Ужгород, 1944; 1992, у співавторстві);
- «Українські народні пісні Пряшівського краю» (Пряшів, 1958, том 1).

В рукописах залишаються дослідження:
- «Музичний ренесанс Закарпаття в період 1918—1938»;
- «Хорова культура Закарпаття і Пряшівщини»;
- «Народні пісні села Дара» (у співавторстві).

Автор підручника «Музичне виховання» (Пряшів, 1959; 1964; 1966).
Творча спадщина музиканта зберігається у фондах Музею української культури у Свиднику.

## Вшанування
У 2012 році на будинку школи в Дротинцях відкрито меморіальну дошку.